# Pai Adão
Felipe Sabino da Costa, também conhecido como Pai Adão, (1877-1936) foi o quarto babalorixá do Terreiro Obá Ogunté - também conhecido como Sitio de Pai Adão, que faz parte do Xangô do Recife localizado em Recife, Pernambuco.
O terreiro, do qual foi babalorixá, é a mais antiga casa de culto Nagô de Pernambuco, fundado pela Tia Ignês Ifatinuké, africana, junto a grandes sacerdotes do culto nagô como Otolú Biocá, Zé Quirino, Silveirinha, Obarindê, Apari, Xangô Lari (tantos outros que não podem ser invisibilisados por suas contribuições históricas). Foi tombado pelo Patrimônio histórico de Pernambuco.